# Alex Roach
Alexander „Alex“ Roach (* 19. April 1993 in Schongau) ist ein deutsch-kanadischer Eishockeyspieler, der seit November 2023 bei den Glasgow Clan aus der britischen Elite Ice Hockey League (EIHL) unter Vertrag steht und dort auf der Position des Verteidigers spielt. Zuvor war Roach unter anderem für die Eisbären Berlin, Grizzlys Wolfsburg und Kölner Haie in der Deutschen Eishockey Liga (DEL) aktiv.

## Karriere

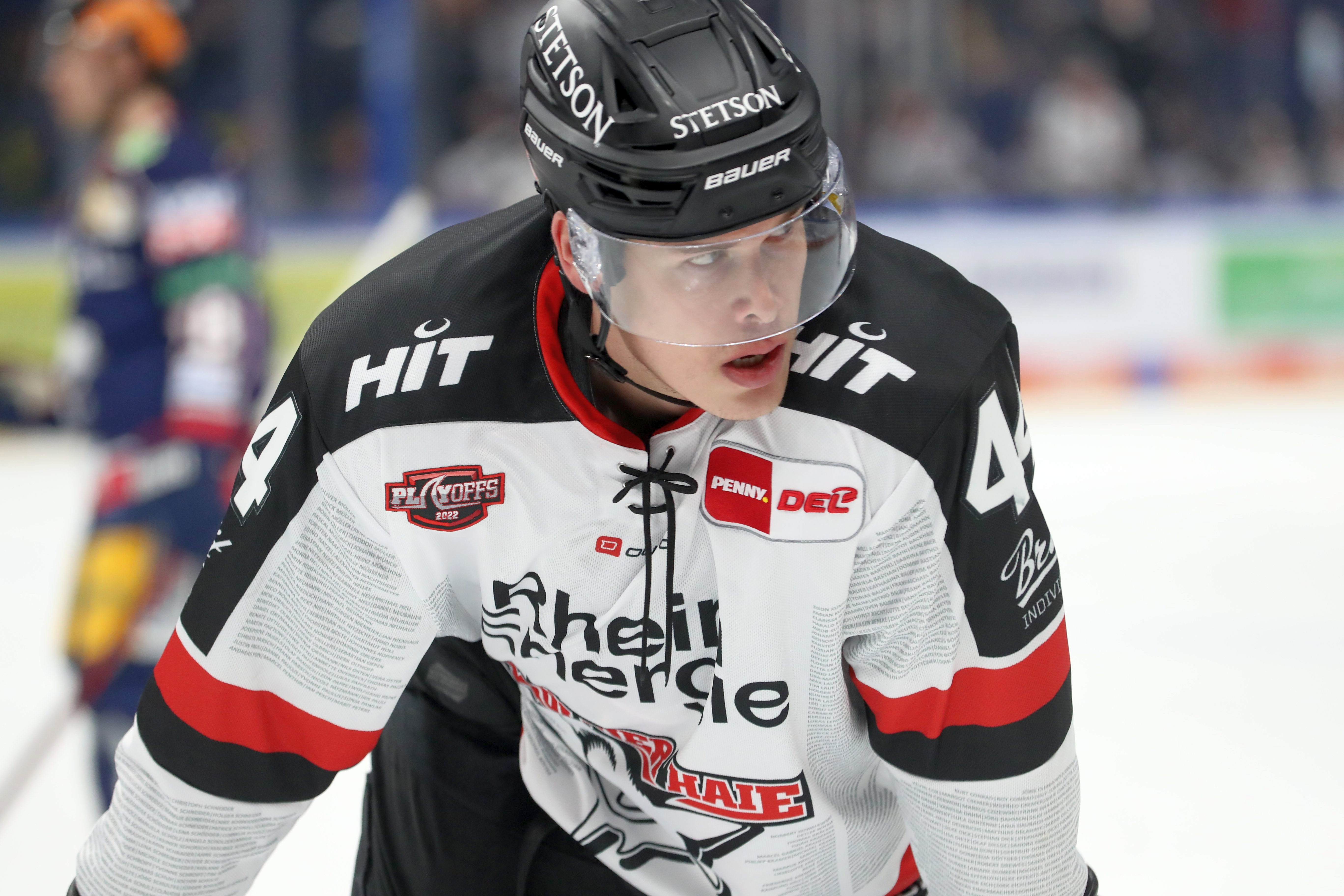
Roach im Trikot der Kölner Haie (2022)

Roach, der im oberbayerischen Schongau geboren wurde, wuchs in Kanada auf und schloss sich zur Saison 2010/11 den Calgary Hitmen aus der Western Hockey League (WHL) an. Im Sommer 2011 wurde Roach von den Los Angeles Kings aus der National Hockey League (NHL) zum Probetraining eingeladen und erhielt von den Kings im September desselben Jahres einen Dreijahresvertrag. Zunächst spielte er weiterhin für Calgary, ab 2014 bis Saisonende 2014/15 dann für Ontario Reign in der ECHL. In der Saison 2015/16 stand er für ein weiteres Farmteam der Kings, die Manchester Monarchs, in der ECHL auf dem Eis, und machte dort mit guten Leistungen auf sich aufmerksam: Roach war unter Manchesters Abwehrspielern bester Vorlagengeber. In insgesamt 69 ECHL-Einsätzen kam er in jener Saison auf sechs Treffer sowie 25 Vorlagen.
In der Vorbereitung auf die Saison 2016/17 trainierte Roach zunächst mit den Boston Bruins, ab Oktober dann mit den Providence Bruins aus der American Hockey League (AHL), wo er einen Einjahresvertrag erhielt. Anfang November 2016 wurde Roach zu den Atlanta Gladiators geschickt, für die er in der ECHL zwölf Partien absolvierte.
Im Dezember 2016 wurde Roach von den Eisbären Berlin aus der Deutschen Eishockey Liga (DEL) unter Vertrag genommen. Im Juni 2017 wechselte er innerhalb der DEL zu den Grizzlys Wolfsburg. Im März 2018 verließ er Wolfsburg in Richtung Nordhessen und verstärkte bis zum Ende des Monats die Kassel Huskies in der DEL2. Während der Sommerpause 2018 wurde Roach vom DEL2-Aufsteiger Deggendorfer SC verpflichtet. Kurz vor dem Saisonstart 2019/20 wechselte er zu den Löwen Frankfurt, die ebenfalls in der DEL2 beheimatet waren, und erhielt zunächst einen befristeten Vertrag, der später bis zum Saisonende verlängert wurde. Ende Oktober 2019 erlitt er eine Knieverletzung, so dass er im Saisonverlauf nur auf 31 Pflichtspiele für die Löwen kam. Anschließend pausierte er bis zum Sommer 2021, ehe er im September 2021 einen Vertrag bei den Kölner Haien erhielt. Dort spielte der Defensivakteur bis zum Ende der Saison 2022/23. Im Juli 2023 schloss er sich dem EHC Freiburg aus der DEL2 an, den er aber bereits im November desselben Jahres nach nur acht Einsätzen wieder verließ. Einen neuen Arbeitgeber fand er nach der Vertragsauflösung in den Glasgow Clan aus der britischen Elite Ice Hockey League (EIHL).

## Erfolge und Auszeichnungen
- 2013 WHL East Second All-Star Team

## Karrierestatistik
Stand: Ende der Saison 2023/24
(Legende zur Spielerstatistik: Sp oder GP = absolvierte Spiele; T oder G = erzielte Tore; V oder A = erzielte Assists; Pkt oder Pts = erzielte Scorerpunkte; SM oder PIM = erhaltene Strafminuten; +/− = Plus/Minus-Bilanz; PP = erzielte Überzahltore; SH = erzielte Unterzahltore; GW = erzielte Siegtore; 1 Play-downs/Relegation; Kursiv: Statistik nicht vollständig)

## Sonstiges
Roach wurde in Schongau in Oberbayern geboren. Seine Mutter ist Deutsche, sein Vater Bill ein ehemaliger kanadischer Eishockeyprofi, der in den 1990er-Jahren unter anderem beim EA Schongau und EC Peiting in der Eishockey-Oberliga spielte. Sein jüngerer Bruder Jesse (* 1997) ist ebenfalls professioneller Eishockeyspieler.